# Мушки
Му́шки — народ, вторгшийся на рубеже бронзового и железного веков на территорию Анатолии. Упоминается в ассирийских источниках; в хеттских иероглифических известен как «мускаи». Ряд историков связывали их с мосхами (Μόσχοι) из греческих источников, а также с названием грузинской Месхетии. Иосиф Флавий отождествлял мосхов с библейским Мешехом. 
Этимологию этнонима, как и топонимов Мисия и Мёзия, связывают с палеобалканским названием мула (алб. mushkë).
В ассирийских источниках термин muški относится к двум различным группам:
- существовавшая в XII-IX вв. до н. э., обитавшая в слиянии рек Арсания и Евфрат («восточные мушки»),
- существовавшая в VIII-VII вв. до н. э. в Киликии («западные мушки»).

Западных мушков ассирийские источники отождествляют с фригийцами, тогда как греческие источники чётко отличают фригийцев от Μόσχοι.
Связь восточных мушков с западными не является бесспорной, хотя можно допустить миграцию как минимум части восточных мушков в Киликию в период X—VIII вв. до н. э.
Этнограф и лингвист Армен Петросян упоминает о наличии в исторической Великой Армении города Муш и ашхара Мокк, указывая на то, что оба названия, веротянее всего, восходят к этнониму мушки.

## Восточные мушки
Восточные мушки переселились в Хеттское царство в начале XII в. до н. э. и завершили его разгром, разорив Хаттусу. Восточные мушки расселялись от реки Галис, где стали этноязыковыми предками каппадокийцев, до верховий Тигра и Евфрата, где стали этноязыковыми предками армян. Разгромив хеттов, восточные мушки в 70-х годах XII в. до н. э. вторглись в Ханигальбат и в район Верхнего Тигра, а в правление ассирийского царя Нинурта-апал-Экура (около 1180—1175 гг. до н. э.) подошли к Евфрату.
Вопрос о том, откуда они переселились на территории, ранее принадлежавшие хеттам — с запада или востока — был предметом дебатов среди ряда историков. По мнению одних, мушки могли происходить с территории Урарту. Согласно альтернативной точке зрения, они изначально обитали в регионе Трои или даже дальше, в Македонии (бриги).
Вместе с хурритами и касками они вторглись на территорию ассирийских провинций Алци и Пурухуцци около 1160 г., но Тиглатпаласар I отбросил их и разгромил в 1115 г. до н. э., и наступая, продвинулся в 1110 г. до Мелида.

### Миграция восточных мушков и возникновение армянского языка
И. М. Дьяконов отмечает близость армянского языка с фригийским, фракийским и древнегреческим, поэтому связывает его возникновение с миграцией «восточных мушков» с Балкан через Малую Азию на Армянское нагорье в эпоху «катастрофы бронзового века». Дж. П. Мэллори и Д. К. Адамс в Энциклопедии индоевропейской культуры отмечают, что «армяне, по мнению И. М. Дьяконова, являются потомками нескольких народов — хурритов (и урартов), лувийцев и „протоармянских“ мушков, которые пронесли свой индоевропейский язык на восток через Анатолию». Языковая ассимиляция мушками местного населения привела к созданию на урарто-хурритском субстрате протоармянского языка, первоначально бытовавшего в качестве лингва франка.

#### Критика
Лингвисты Т. В. Гамкрелидзе и Вяч. Вс. Иванов выдвинули армянскую гипотезу прародины индоевропейцев, согласно которой армянский язык является автохтонным для Закавказья.
Некоторые исследователи отмечают, что миграция восточных мушков не прослеживается археологически.
Некоторые лингвисты критикуют гипотезу об особой близости армянского языка с древними языками Балкан.
Согласно препринту генетического исследования 2020 года, современные армяне генетически отличаются от древнего и современного населения Балкан, но родственны древними обитателями Армянского нагорья начиная с энеолита, не неся при этом существенных примесей в генофонде. Таким образом, на генетическом материале гипотеза о балканской миграции не подтверждается

## Западные мушки
В VIII в. до н. э. наиболее влиятельным из постхеттских полисов стал Табал. Мушки под предводительством Миты вступили в антиассирийский союз с Табалом и Кархемишем, который был разгромлен Саргоном. Последнему удалось захватить Кархемиш и выгнать Миту в родные земли. Правитель Табала, Амбарис, заключил дипломатический брак с ассирийской принцессой, и получил провинцию Хилакку, однако в 713 г. Амбариса свергли, и Табал стал ассирийской провинцией.
Согласно документу 709 г. до н. э., мушки к тому времени уже заключили союз с Ассирией, поскольку Саргон называет Миту своим другом. Предполагается, что Мита захватил Урикки, правителя Куэ, направлявшегося для ведения антиассирийских переговоров в Урарту, и передал его ассирийским посланникам.
Согласно отчётам ассирийской военной разведки Саргону II, хранившимся в архиве клинописных табличек в Ниневии и обнаруженных О. Г. Лэйярдом, киммерийцы вторглись в Урарту из Манна в 714 г. до н. э. Оттуда они повернули на запад и шли вдоль побережья Чёрного моря, дойдя до Синопа, и затем направились на юг в сторону Табала, а в 705 г. разбили ассирийскую армию в центральной Анатолии, в результате чего погиб Саргон. Маккуин (Macqueen, 1986:157) и ряд других исследователей предполагали, что мушки под предводительством Миты, вероятно, участвовали в ассирийской кампании и были вынуждены отступить в западную Анатолию, в результате чего исчезли из ассирийских хроник, однако попали на периферию греческой историографии во времена царя Мидаса из Фригии.
Руса II, царь Урарту VII в. до н. э., сражался с народом Mushki-ni, пришедшим в Урарту с запада, а позднее заключил с ними альянс против Ассирии.

## Мосхи

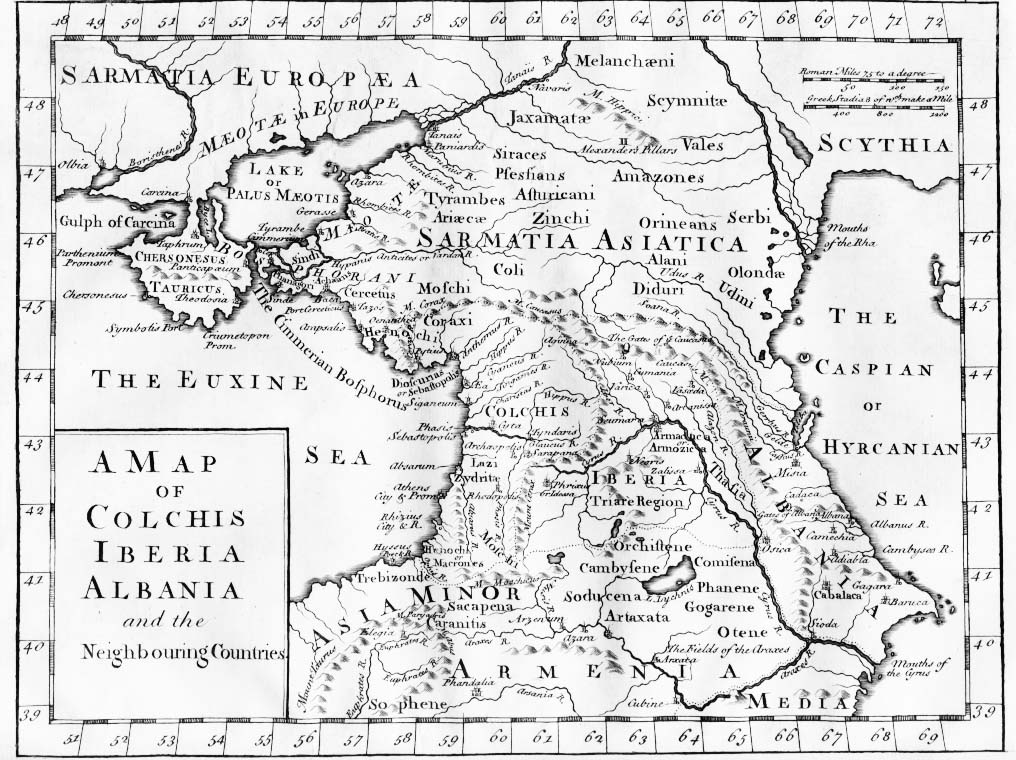
На этой английской карте ок. 1770 г., составленной по древнегреческим источникам, мосхи расположены на южной оконечности Колхиды

Гекатей Милетский (около 550—476 гг. до н. э.) пишет о мосхах как о «колхах», проживавших рядом с Матиене (хурритами).
По мнению Геродота, вооружение мосхов напоминало вооружение тибаренов, макронов, моссинеков и амардов: на голове они носили деревянные головные уборы, имели щиты и короткие копья с длинными наконечниками. Все указанные племена входили в состав 19-й сатрапии империи Ахеменидов, располагавшейся на юго-востоке Понта Эвксинского, то есть Чёрного моря, а на юге ограниченной высоким Армянским нагорьем.
Страбон располагает мосхов в двух местах. Первое находилось примерно на территории современной Абхазии, на восточном побережье Чёрного моря, что соответствует высказыванию Стефана Византийского, который цитировал Гелланика. Второе, «Мосхике» (Moschikê), где находился храм Левкофеи, когда-то славившийся своим богатством, но разграбленный Фарнаком II и Митридатом VI — делилось между колхами, армянами и иверами (ср. Помпоний Мела, III. 5.4; Плиний Старший VI.4.). Эти последние мосхи, вероятно, соответствовали жителям Месхетии. Прокопий Кесарийский называет местных обитателей Meschoi и считает их подданными иверов (то есть грузин), исповедовавшими христианство, как и сами иверы. По мнению профессора Дж. Рассела из Гарварда, грузинское название армян Somekhi происходит от древнего названия «мушки».
Плиний Старший в I в. н. э. упоминает племя Moscheni на юге Армении (в его времена Великая Армения простиралась на юг, запад и восток от современных границ Армении до Средиземного моря и граничила с Каппадокией). В византийской историографии, начиная с Евсевия, название «мосхи» (Moschoi) связывалось с предками «каппадокийцев», столицей которых был город Мазака (позднее Кесария Мазака, ныне Кайсери).

## Библейский Мешех (Мосох)
Иосиф Флавий отождествлял каппадокийских Moschoi с библейским племенем потомков Иафета, происходившим от Мешеха, в своих размышлениях о генеалогии народов, тогда как Ипполит Римский связывал «мешех» с иллирийцами. Мешех, наряду с Тубалом, отнесены к народам Гог и Магог в Книге Иезекииля 38:2 и 39:1.

### Статьи
- Kossian, Aram V. The Mushki problem Reconsidered (англ.) // Studi micenei ed egeo-anatolici. — 1997. — Vol. 39. — P. 253-266. — ISSN 1126-6651.